# Amé Lévrier
Pour les articles homonymes, voir Lévrier (homonymie).
Amé Lévrier, mort le 13 mars 1524 à Bonne, est un notaire, secrétaire ducal, procureur fiscal et syndic de Genève. 

## Biographie
Après des études de droit à Turin, il est nommé juge épiscopal en 1516. Patriote genevois militant pour que la République s'émancipe du joug savoyard par des rapprochements avec les Confédérés (traité de combourgeoisie avec Fribourg en 1519), il est l'un des chefs du parti des Eidguenots (patriotes genevois, le terme vient de l'allemand Eidgenossen qui signifie « Confédérés »). Il s'opposera avec véhémence à la désignation puis à l'extension arbitraire des pouvoirs judiciaires du vidomne Hugues de Rougemont. Il sera arrêté, jugé sommairement et exécuté le lendemain de son arrestation par les officiers du duc Charles III de Savoie. 

## Sources
- Alfred Dufour, Histoire de Genève, Paris, Presses universitaires de France, 2010, p. 32-33
- Paule Hochuli Dubuis, « Lévrier, Amé » dans le Dictionnaire historique de la Suisse en ligne, version du 16 janvier 2007.